# Rödryggig flamspett
Rödryggig flamspett (Dinopium psarodes) är en fågel i familjen hackspettar inom ordningen hackspettartade fåglar. Fram tills nyligen ansågs den utgöra en underart till svartgumpad flamspett, men urskiljs numera oftast som egen art.

## Utseende
Rödryggig flamspett är en 28 cm lång medlem av släktet Dinopium och har liksom de flesta av övriga arter röd tofs hos hanen (vitstreckat svart hos honan), röd övergump, svart nacke, ljus men svartfjällig undersida och tydliga svarta ögonstreck och mustaschstreck. Den utmärker sig dock genom sin scharlakansröda, ej guldgula ovansida. Från i övrigt lika arten svartgumpad flamspett (som den tidigare ansågs utgöra en underart till) skiljer sig den även genom längre näbb, stjärt och vingar, avsaknad av svart på vingknogen och mer skränigt läte.

## Utbredning och systematik
Fågeln återfinns på centrala och södra Sri Lanka. Den betraktades tidigare som underart till svartgumpad flamspett och vissa gör det fortfarande. Studier visar dock på betydande genetiska och utseendemässiga skillnader. Hybridzonen mellan rödryggig flamspett och svartgumpad flamspett (som förekommer i norra Sri Lanka) är dessutom smal, vilket tyder på att de utgör två olika arter.
Arterna i Dinopium ansågs tidigare vara nära släkt med sultanspettarna i Chrysocolaptes. Genetiska studier visar att de trots liknande utseende inte är nära släkt. Istället står de närmast hackspettar i de asiatiska släktena Gecinulus, Meiglyptes och Micropternus, på lite längre avstånd även bland annat gröngölingarna i Picus. Sultanspetterna är istället nära släkt med de amerikanska jättespättarna i Campephilus. Detta fenomen, att ej närbesläktade grupper som förekommer i samma geografiska område har så likartade utseende, är vanligt förekommande bland hackspettarna och är möjligen ett resultat av social mimikry. På Sri Lanka är det tydligt, där även den lokalt förekommande sultanspetten även den, också unikt för sitt släkte, har röd rygg. 

## Status
Trots det begränsade utbredningsområdet och att den tros minska i antal anses beståndet vara livskraftigt av internationella naturvårdsunionen IUCN.